# كاسورزو
كاسورزو (بالإيطالية: Casorzo)‏ هي بلدة وبلدية في مقاطعة أستي في إقليم بييمونتي في شمال إيطاليا.

## السكان
في سنة 1861 بلغ عدد السكان 2٬106 نسمة، وتطور العدد ليصل في سنة 2011 لـ 657 نسمة.
يظهر هذا المخطط البياني تطور النمو السكاني لـ كاسورزو